# Kuźminskoje (rejon charowski)
Kuźminskoje (ros. Кузьминское) – wieś w Rosji, w rejonie charowskim obwodu wołogodzkiego. W 2010 r. liczyła 9 mieszkańców.